# Hangberg
Hangberg ist eine Siedlung in Hückeswagen im Oberbergischen Kreis im Regierungsbezirk Köln in Nordrhein-Westfalen (Deutschland).

## Lage und Beschreibung
Hangberg liegt im nördlichen Hückeswagen nahe der Wuppertalsperre unmittelbar an der Stadtgrenze zu Remscheid. Nachbarorte sind Remscheid-Dörpmühle, Voßhagen, Engelshagen, Steffenshagen, Ulemannssiepen und die Hangberger Mühle.
Die Siedlung besteht aus den beiden historischen Fachwerkgebäuden Hangberg 1 und 2, die beide  unter Denkmalschutz stehen und vier Bungalows aus den 60-Jahren.  Alle Gebäude sind über eine Zufahrtsstraße erreichbar, die bei Dorpmühle von der Kreisstraße K2 abzweigt.
An Hangberg fließt der Bach Dörpe vorbei, der bald darauf in der Dörpe-Vorsperre der Wuppertalsperre mündet. Nordöstlich entspringt der Hangbergbach, der durch Hangberg fließend im Bach Dörpe mündet.

## Geschichte
Aus der Bürgermeisterkarte von 1829 geht hervor, dass Hangberg ein Mühlenstandort mit einem Mühlenteich war, der ehemals wohl aus dem Zusammenfluss von Dörpe und Hangbergbach gespeist wurde.
1843 wurde der Ort das erste Mal urkundlich erwähnt. Schreibweise der Erstnennung: Hangberg.
Im Gemeindelexikon für die Provinz Rheinland werden für Hangberg 1885 zwei Wohnhäuser mit 24 Einwohnern angegeben. Der Ort gehörte zu dieser Zeit zur Landgemeinde Neuhückeswagen innerhalb des Kreises Lennep. 1895 besitzt der Ort zwei Wohnhäuser mit 28 Einwohnern, 1905 zwei Wohnhäuser und 20 Einwohner.
Das in der ersten Hälfte des 19. Jahrhunderts erbaute langgestreckte, 2-geschossige Fachwerkgebäude Hangberg 1 wurde zu 2/3 als Fabrikationsgebäude für die Tuchfabrik Carl Bockhacker Nachfolger und zu 1/3 als Wohngebäude genutzt. Auch das 1837 errichtete Fachwerkhaus Hangberg 2 war Teil der Tuchfabrik. 1843 wurde eine Konzession für ein neues Wasserrad zum Antrieb der Fabrik erteilt. Die Weberei wurde 1902 geschlossen und zu den bestehenden Produktionsanlagen C. Bockhackers Nachfolger am Mühlenweg in Hückeswagen verlagert.

## Wander- und Radwege
Folgende Wanderwege führen durch den Ort oder an ihm vorbei:
- Der Ortswanderweg = von Großkatern nach Kräwinklerbrücke
- Der Bezirkswanderweg ◇8 (Radevormwald−Köln-Höhenhaus) des SGV-Bezirks Bergisches Land
- Der Röntgenweg (Wanderweg rund  um Remscheid)

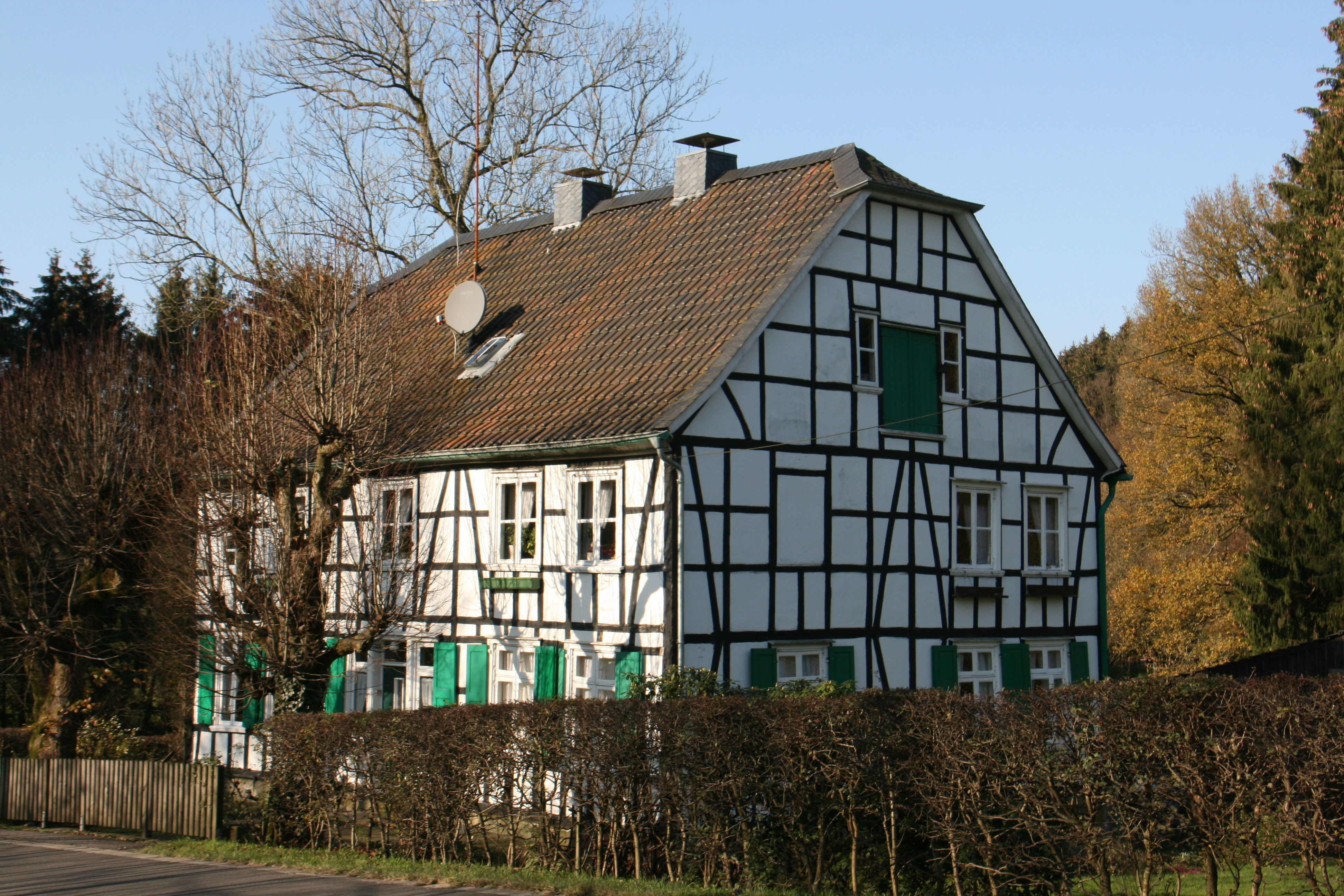
Baudenkmal Hangberg 2
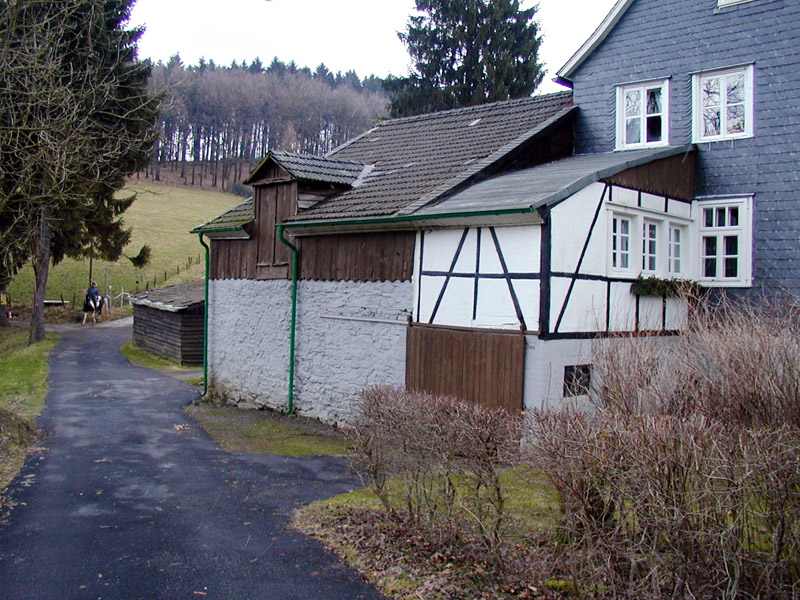
Hangberg 2 (Anbauten) u. Ortszufahrt